# Västra Byholmen
Västra Byholmen är en ö i Finland. Den ligger i Finska viken och i kommunen Sibbo i den ekonomiska regionen  Helsingfors i landskapet Nyland, i den södra delen av landet. Ön ligger omkring 23 kilometer öster om Helsingfors.
Öns area är 0,9 hektar och dess största längd är 180 meter i nord-sydlig riktning.